# Colonia 19 de Marzo
Colonia 19 de Marzo är en ort i Mexiko.   Den ligger i kommunen Heroica Ciudad de Juchitán de Zaragoza och delstaten Oaxaca, i den sydöstra delen av landet, 500 km sydost om huvudstaden Mexico City. Colonia 19 de Marzo ligger 22 meter över havet och antalet invånare är 362.
Terrängen runt Colonia 19 de Marzo är mycket platt. Runt Colonia 19 de Marzo är det ganska tätbefolkat, med 179 invånare per kvadratkilometer. Närmaste större samhälle är Juchitán de Zaragoza, 1,8 km öster om Colonia 19 de Marzo. Omgivningarna runt Colonia 19 de Marzo är en mosaik av jordbruksmark och naturlig växtlighet.